# Giorgio Pellini
Giorgio Pellini (Livorno, 20 de julio de 1923-Livorno, 14 de junio de 1986) fue un deportista italiano que compitió en esgrima, especialista en las modalidades de florete y sable.
Participó en dos Juegos Olímpicos de Verano en los años 1948 y 1952, obteniendo en total tres medallas de plata, una en Londres 1948 y dos en Helsinki 1952. Ganó cinco medallas en el Campeonato Mundial de Esgrima entre los años 1947 y 1951.

## Palmarés internacional
| Juegos Olímpicos   | Juegos Olímpicos      | Juegos Olímpicos | Juegos Olímpicos    |
| Año                | Lugar                 | Medalla          | Prueba              |
| ------------------ | --------------------- | ---------------- | ------------------- |
| 1948               | Londres (Reino Unido) | Medalla de plata | Florete por equipos |
| 1952               | Helsinki (Finlandia)  | Medalla de plata | Florete por equipos |
| 1952               | Helsinki (Finlandia)  | Medalla de plata | Sable por equipos   |
| Campeonato Mundial |                       |                  |                     |
| Año                | Lugar                 | Medalla          | Prueba              |
| 1947               | Lisboa (Portugal)     | Medalla de plata | Florete por equipos |
| 1949               | El Cairo (Egipto)     | Medalla de oro   | Florete por equipos |
| 1949               | El Cairo (Egipto)     | Medalla de plata | Sable individual    |
| 1950               | Montecarlo (Mónaco)   | Medalla de oro   | Florete por equipos |
| 1951               | Estocolmo (Suecia)    | Medalla de plata | Florete por equipos |